# گیملیل (کنتاکی)
گیملیل (به انگلیسی: Gamaliel) شهری در ایالت کنتاکی کشور ایالات متحده آمریکا است که جمعیت آن در سرشماری سال ۲۰۱۰ میلادی، ۳۷۶ نفر بوده‌است.